# Christian Holm (Maler)

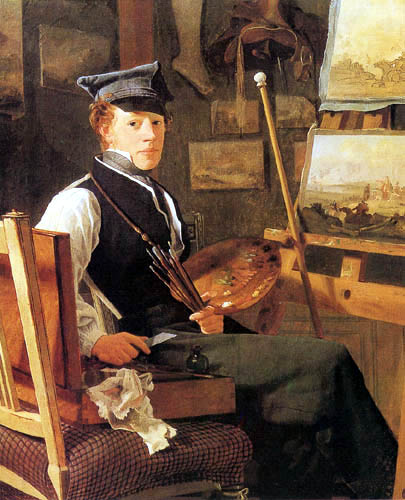
Wilhelm Bendz: Porträt Carl Holm

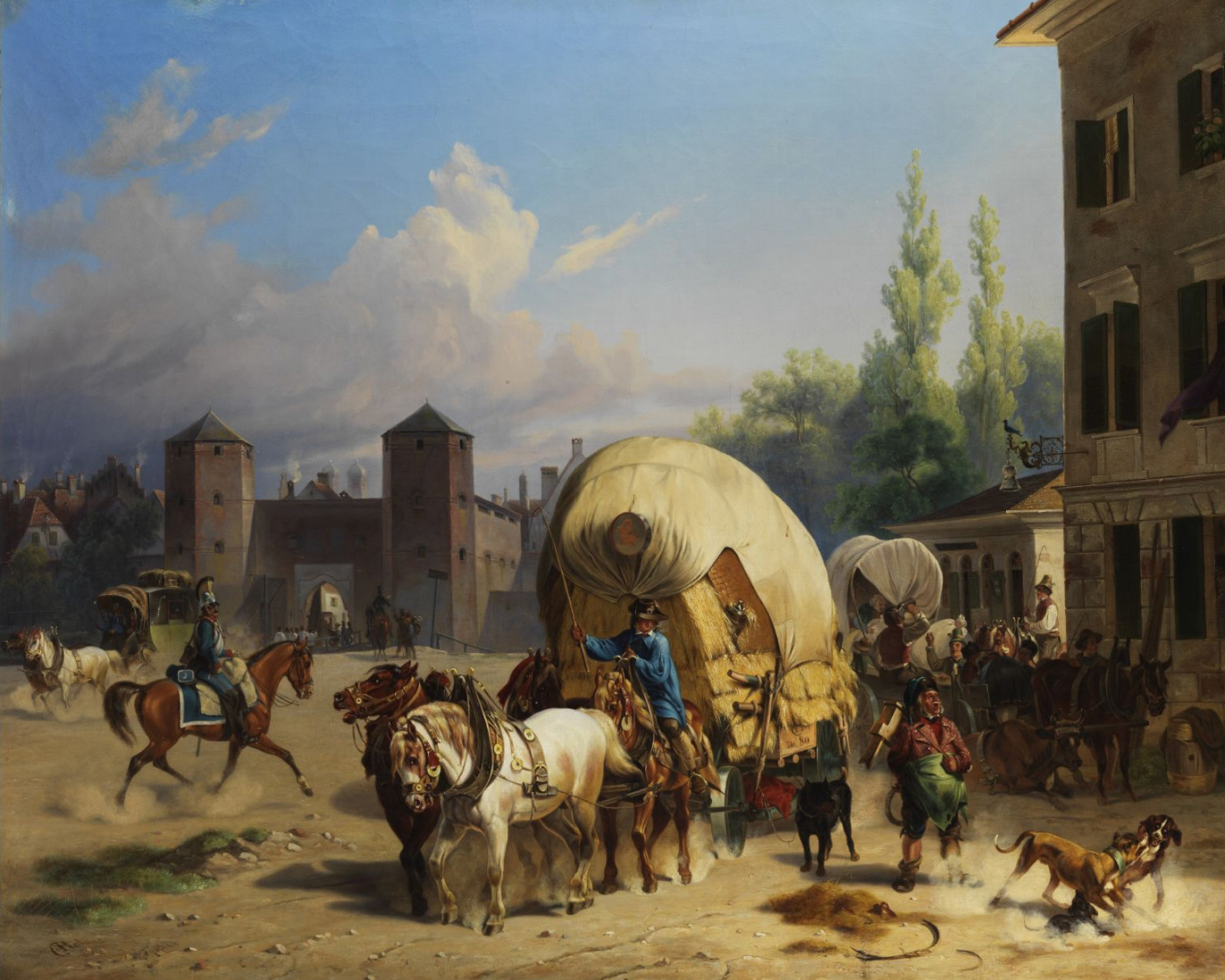
Carl Holm: Sendlinger Tor (1840)

Christian Frederik Carl Holm (* 18. Februar 1804 in Kopenhagen; † 24. Juli 1846 in Tivoli) war ein dänischer Maler und Radierer.

## Leben
Holm war der Sohn eines Goldschmiedes und erlernte zunächst dieses Handwerk. 1819 wurde er dann Student der Königlich Dänischen Kunstakademie in Kopenhagen und studierte dort mit dem gleichaltrigen Porträtmaler Wilhelm Bendz, der ihn (wie auch weitere Malerkollegen seiner Zeit) porträtierte. Unter dem Einfluss des Kupferstechers Johann Friderich Clemens wandte er sich hier dem Kupferstich zu und erlernte das Radieren. 1825 erhielt er die kleine Silbermedaille der Akademie für eine Zeichnung. Er wurde Schüler des Schlachtenmalers Christian David Gebauer, wandelte sich dann aber vom Schlachten- und Historienmaler zum Tiermaler. Holm erhielt 1830/1831 Stipendien für Reisen nach Dresden und München. 1833 bereiste er Skandinavien und war 1834 erneut in München. Nach Kopenhagen kehrte er von dort nicht mehr zurück, bereiste vielmehr mehrfach Italien, wo er auch verstarb. Er wurde auf dem Protestantischen Friedhof in Rom beerdigt.
Er war regelmäßig auf den Kunstausstellungen der Akademie im Schloss Charlottenborg vertreten und seine Bilder wurden vom Dänischen Hof unter König Christian VIII. angekauft.

## Familie
Seit 1832 war Holm mit der Grafikerin in Rosalie Holm (geb. Petit 1807–1873) verheiratet, mit der er 1834 nach München zog. Sie war die Tochter des Kopenhagener Buchhalters Charles Matheus Philip Petit (1776–1823), der bei der Brandassurance-Compagni (Kongelige Brand) tätig war, und seiner Ehefrau Sophie Cathrine geb. Fiedler (1788–1881). Friedrich Carl Petit gen. Fritz (1809–1854), ein Jugendfreund und späterer Übersetzer des dänischen Dichters Hans Christian Andersen, und der spätere Lübecker Kaufmann Charles Petit waren ihre jüngeren Brüder.
Zwei von dem Lehrer seines Studienfreundes Wilhelm Bendz, dem Maler Christoffer Wilhelm Eckersberg 1816 und 1819 geschaffene Porträts seiner Schwiegereltern wurden 2016 im Kopenhagener Kunsthandel veräußert.

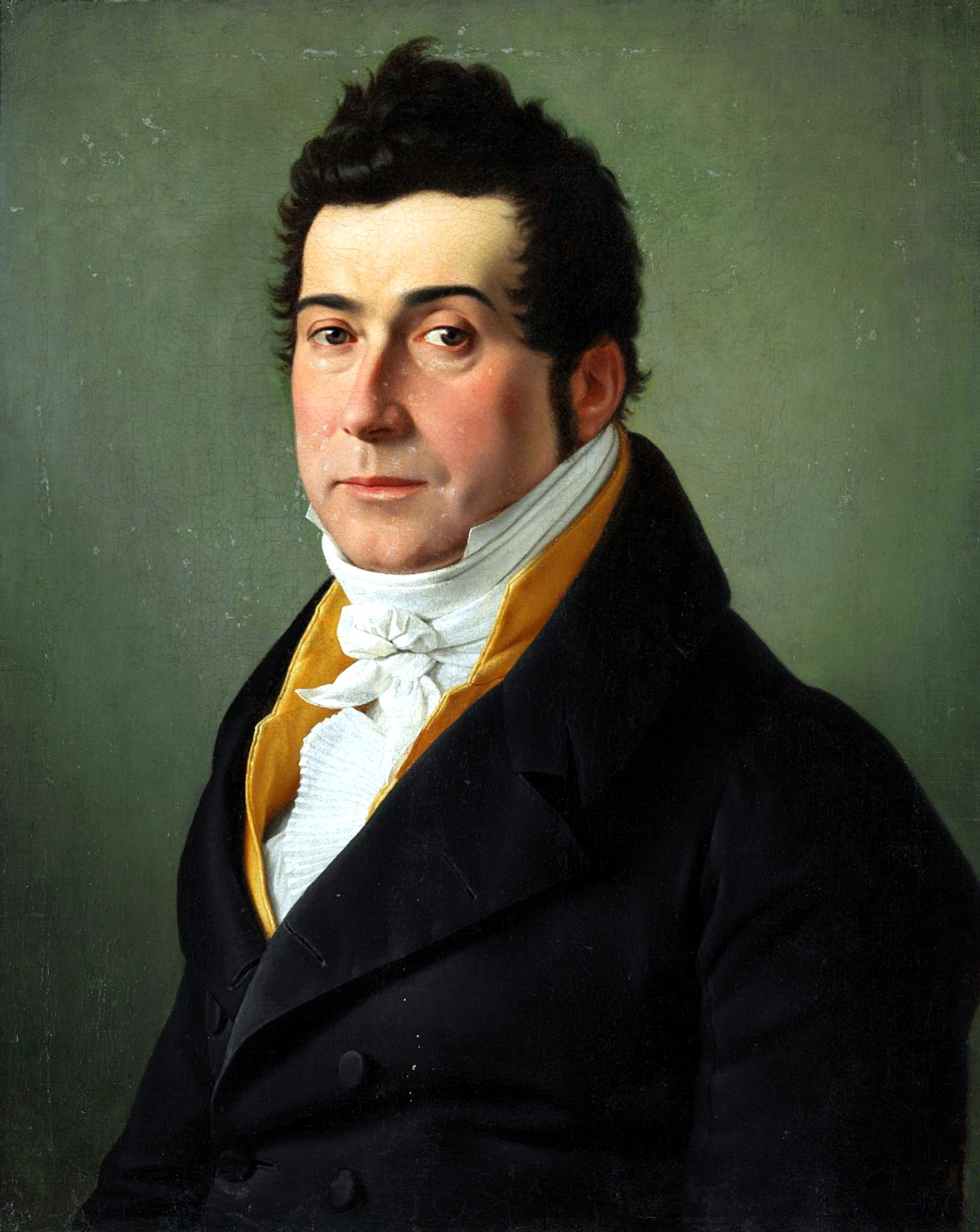
Charles Petit sen. (1816)
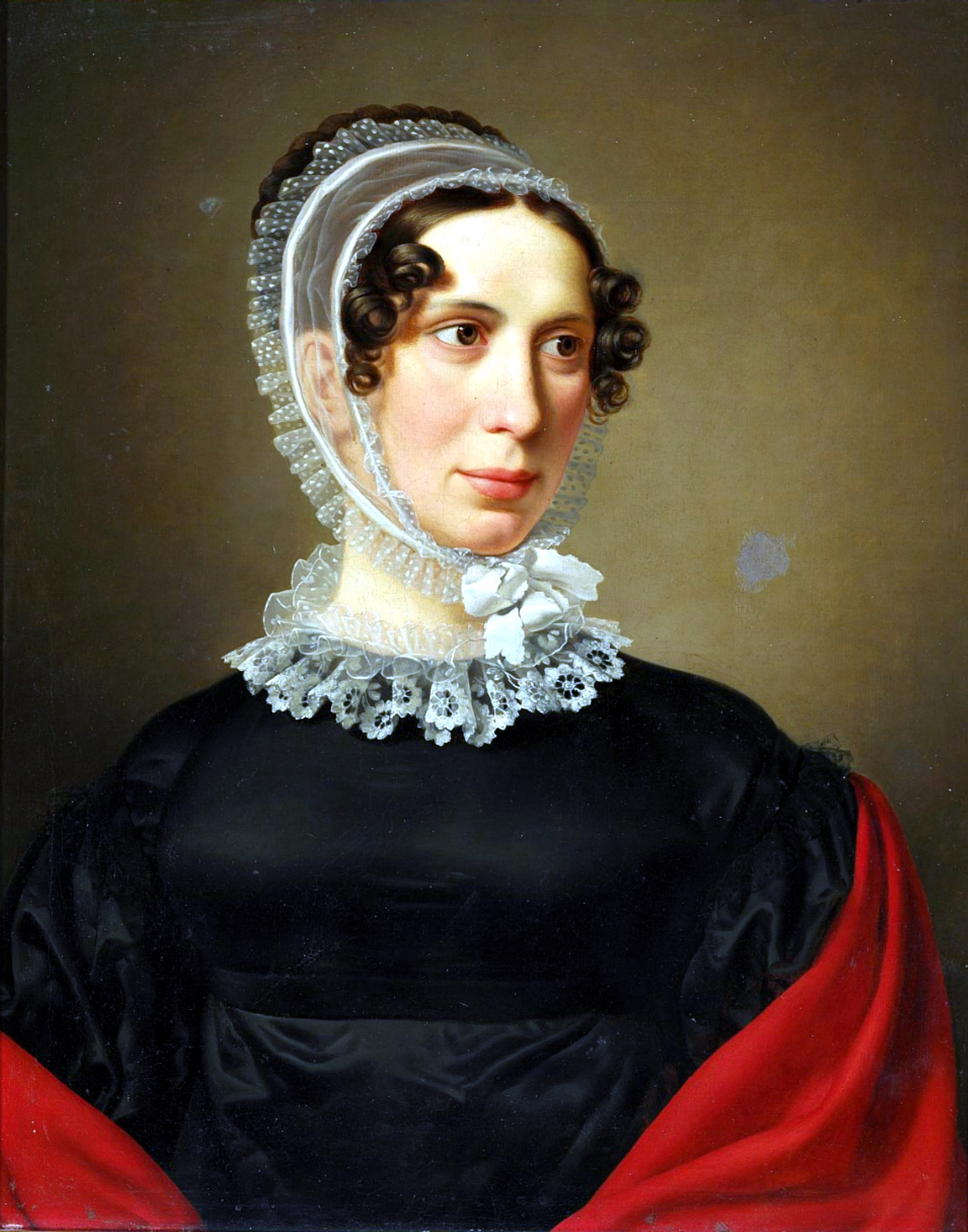
Sophie Catharine Petit (1819)